# Stenodynerus kazakhstanicus
Stenodynerus kazakhstanicus är en stekelart som beskrevs av Gusenleitner 2001. Stenodynerus kazakhstanicus ingår i släktet smalgetingar, och familjen Eumenidae. Inga underarter finns listade i Catalogue of Life.